# Simulium peregrinum
Simulium peregrinum är en tvåvingeart som beskrevs av M. Josephine Mackerras 1950. Simulium peregrinum ingår i släktet Simulium och familjen knott. Inga underarter finns listade i Catalogue of Life.